# Stane Rant
Stane Rant, slovenski nogometaš in partizan, * 14. maj 1920, Dolenja vas, Železniki, † 11. april 1942, Draga, Begunje na Gorenjskem. 

## Življenjepis
Izučil se je za puškarja v Kranju. Veliko je kolesaril in planinaril. Igral je pri nogometnem klubu Slovan v Naklem, kjer so se zbirali pretežno delavci. Igral je stranskega krilca.
Že jeseni 1941 se je kot član OF povezal s partizani. Zbiral je orožje in popravljal puške. Po izdajstvu je bil aretiran 19. februarja 1942. Odpeljali so ga v begunjske zapore in ga ustrelili kot talca v Dragi.